# Evelin Schlaak
Evelin Jahl-Schlaak, (gescheiden van Herberg) (Annaberg-Buchholz, 28 maart 1956) is een voormalige Duitse discuswerpster, die twee gouden medailles won op de Olympische Spelen, toen ze de DDR vertegenwoordigde.

## Loopbaan
In 1976 won zij het discuswerpen op de Olympische Spelen van Montreal onder haar geboortenaam Schlaak. Ze versloeg hiermee wereldrecordhoudster Faina Melnik uit de Sovjet-Unie, die de grote favoriete was, maar in Montreal zelfs het erepodium misliep door als vierde te eindigen. In 1978 verbeterde ze het wereldrecord van Melnik op de Europese kampioenschappen van 1978 en bracht het op 70,72 m.
Twee jaar later stelde Jahl-Schlaak aan het begin van het seizoen haar eigen wereldrecord op 71,50, maar dit werd haar kort voor de Olympische Spelen van Moskou weer afhandig gemaakt door Maria Vergova, die het verbeterde tot 71,80. Het maakte de Bulgaarse gelijk favoriete voor olympisch goud, maar Jahl-Schlaak slaagde erin om  in Moskou haar olympische titel te prolongeren en Vergova, die onder haar getrouwde naam Petkova deelnam, net als in Montreal naar het zilver te verwijzen.
Jahl-Schlaak trok zich in 1982 terug uit de topsport na een blessure. Na haar sportcarrière werd ze voorzitter van een commissie bij de Oost-Duitse atletiekbond DVfL en lid van het arbitragepanel van de IAAF. Later werd ze economie-consultant.

## Titels
- Olympisch kampioene discuswerpen - 1976, 1980
- Europees kampioene discuswerpen - 1978
- Europees kampioene junioren discuswerpen - 1973
- Oost-Duits kampioene discuswerpen - 1976, 1977, 1978, 1979, 1980, 1981

## Persoonlijk record
| Onderdeel    | Afstand         | Datum       | Plaats  |
| ------------ | --------------- | ----------- | ------- |
| discuswerpen | 71,50 m (ex-WR) | 10 mei 1980 | Potsdam |

## Palmares

### discuswerpen
- 1973:  EK junioren - 60,00 m
- 1976:  OS - 69,00 m
- 1978:  EK - 66,98 m
- 1979:  Wereldbeker - 65,18 m
- 1979:  Europese beker - 68,92 m
- 1979:  Universiade - 63,00
- 1980:  OS - 69,96 m
- 1981:  Wereldbeker - 66,70 m
- 1981:  Europese beker - 67,32 m

- (en)  Profiel van Evelin Schlaak op sports-reference.com (gearchiveerd)

1928: Halina Konopacka ·
1932: Lillian Copeland ·
1936: Gisela Mauermayer ·
1948: Micheline Ostermeyer ·
1952: Nina Romasjkova ·
1956: Olga Fikotová ·
1960: Nina Romasjkova ·
1964: Tamara Press ·
1968: Lia Manoliu ·
1972: Faina Melnik ·
1976: Evelin Schlaak ·
1980: Evelin Jahl ·
1984: Ria Stalman ·
1988: Martina Hellmann ·
1992: Maritza Martén ·
1996: Ilke Wyludda ·
2000: Ellina Zvereva ·
2004: Natalja Sadova ·
2008: Stephanie Brown-Trafton ·
2012: Sandra Perković ·
2016: Sandra Perković ·
2020: Valarie Allman ·
2024: Valarie Allman